# Epilog
 For alternative betydninger, se Epilog (flertydig). (Se også artikler, som begynder med Epilog)
Epilog er betegner en afslutningstekst eller -tale i litteratur, et skuespil eller andet kunstværk. Epilog er modsætningen til prolog som kan indlede et værk.
Epiloger foregår normalt fremtiden, i slutningen af historien og forklarer hvad der skete med karaktererne efter historien. Epiloger kan også bruges til at tilfredsstille læserens nysgerrighed og opl løse ender i historien

## I film
Der findes mange film med montage bestående af billeder eller filmsekvenser af hvad der sker med karaktererne i slutningen af filmene. Et par eksempler er Harry Potter og Dødsregalierne - del 2, Babe 2 - den kække gris kommer til byen, Sidste nat med kliken,
Epilogen i La La Land viser en lykkelig slutning, en alternativ slutning på den egentlige afslutning.
I mange dokumentarer, og biografiske film består epilogen af tekst, og forklarer hvad der skete med emnerne begivenhederne/hændelserne i filmen.

## I videospil
Tegnefilmsekvens som afspilles efter den sidste opgave som hedder “Deja-vu igen” i videospillet Sly Cooper: Thieves in Time forklarer hvad der skete med karaktererne og skurkene efter man har vundet spillet.